# كأس سوريا 2016
كأس الجمهورية السورية 2016 هو موسم من كأس سوريا. فاز به نادي الوحدة.